# タムワース (イングランド)
タムワース (Tamworth) は、イングランド、スタッフォードシャーにあるタウンである。ロンドンの北西166km、バーミンガムの北東23kmに位置する。2011年時点で人口約8万人で、スタッフォードシャー第2の都市である。かつてはマーシア王国の首都であり、タムワース城などがある。石炭鉱が多くあり、18世紀に運河も通ったことから産業革命で大いに発展し、1847年にはミッドランド鉄道の沿線となり発展した。2001年までは三輪自動車のリライアント・ロビンやスポーツカーリライアント・シミターGTで知られる自動車メーカーのリライアント社があった。イギリス初の室内スキー場スノードームや遊園地ドライトン・マナー・テーマ・パークなどもある。

## サッカークラブ
- タムワースFC

## 姉妹都市
- オーストラリア タムワース
- フランス ボージュール
- ドイツ バート・ラアシュペ